# محطة رابغ 2 لتوليد الكهرباء
محطة رابغ 2 هو مشروع محطة لتوليد الطاقة المركبة وهو قيد الإنشاء على الساحل الغربي للمملكة العربية السعودية ويبعد مسافة 150 كيلو م شمال جدة. سيكون لدى هذه المحطة قدرة على توليد الكهرباء مُثبتة تبلغ 2060 ميجاوات لتزويد محافظة مكة المكرمة بالطاقة الكهربائية. سيقوم المشروع بتوصيل الكهرباء للشركة السعودية للكهرباء بموجب اتفاقية شراء الطاقة التي مدتها 20 عامًا من تاريخ العمليات التجارية المجدولة في يونيو 2020.

## التكنولوجيا
سيستخدم المشروع الغاز الطبيعي كوقود رئيسي و «أرابيان سوبر لايت» (ASL) كوقود احتياطي وبتطبيق محطة الطاقة المركبة في دورة مكونة من ثلاث كتل، كل منها يتكون من اثنين من توربينات الغاز ذات الكفاءة المُعززة، ومولدان بخار لاستعادة الحرارة وتوربينات بخارية ثلاثية الضغط واحدة تقلل إلى حد كبير من استهلاك الوقود وتأثير ذلك على درجات حرارة مياه البحر وانبعاثات الكربون على البيئة. تشتمل محطة رابغ على 4  كتل طاقة متطابقة كل منها ينتج ناتجًا قدره 686.5 ميجاوات. لكل وحدة من هذه الوحدات، تقدم سيمنز اثنين من التوربينات الغازية طراز SGT6-5000F ، واحد من التوربينات البخارية طراز SST6-5000 HI-L ، وثلاثة مولدات كهربائية من سلسلة SGen6-1000A. سيكون أول محطة مع الكفاءة الحرارية الإجمالية 58.8 ٪ في ظروف الموقع المرجعي.

## المساهمين
فيما يلي هيكل المساهمين في شركة المرجان لإنتاج الكهرباء:
- أكوا باور
- شركة سامسونج آند تي كوروبريشن
- الشركة السعودية للكهرباء

## المقاول الهندسي
تم تعيين سامسونج آند تي كوروبريشن كمقاول هندسي.

## أبرز التواريخ
توقيع العقد: 25 ديسمبر 2013 الانتهاء: 25 يونيو 2020